# Someone's Watching Over Me
«Someone's Watching Over Me» — другий сингл третього студійного альбому американської поп-співачки Гіларі Дафф — «Hilary Duff». В Австралії сингл вийшов 21 лютого 2005. Пісня написана Карою ДіоГуарді та Джоном Шенксом; спродюсована Джоном Шенксом. Пізніше пісня увійшла до австралійського видання збірника Дафф «Most Wanted» (2005) та збірника «4Ever» (2006). Музичне відео до пісні зняте не було.
Пісня використовувалася як саундтрек у кінофільмі  «Піднеси свій голос» (2004). Сингл досяг 22 місця австралійського чарту Australian Singles Chart.

## Список пісень
CD-сингл
1. "Someone's Watching Over Me" – 4:11
2. "My Generation" – 2:41

## Чарти
Сингл не зміг увійти до чартів США. В Австралії в січні 2005 пісня була 5-ю найчастішою піснею на ефірах місцевих радіостанцій. Після офіційного релізу сингл досягнув 22 місця австралійського чарту Australian Singles Chart і залишався в топі-40 протягом 9 тижнів.
| Чарт (2005)              | Місце |
| ------------------------ | ----- |
| Australian Singles Chart | 22    |

## Продажі
Станом на 27 липня 2014 на території США було продано 238,000 цифрових копій пісні.